# Josep-Joaquim Esteve Vaquer
Josep-Joaquim Esteve Vaquer (La Vall d'Uixó, 1970) és músic i investigador valencià.

## Trajectòria
Es formà musicalment a l'escola del Centre Instructiu d'Art i Cultura de la seua ciutat natal i posteriorment al Conservatori Superior de Música de València. El 2015 obtingué el doctorat en Musicologia en la Universitat Autònoma de Barcelona, sota la direcció de Francesc Cortès Mir.
La seva activitat musical ha estat centrada sobretot al món de les bandes de música. Des de 1989 és director i professor de la Banda Municipal de Música de Palma en l'especialitat de tuba. També és membre fundador del Centre d'Investigació Musical de la Catedral de Mallorca.
Començà la seva tasca investigadora l'any 1997 als arxius de la Catedral de Mallorca. És autor de diversos articles sobre patrimoni musical balear i compositors mallorquins i ha participat en diversos congressos. L'any 2002 publicà el treball La música d'un temps. Baltasar Moyà (1861-1923), amb el qual ha estat guardonat per la Federació Balear de Bandes de Música i Associacions Musicals amb el premi Baltasar Moyà a la investigació musical. L'any 2003 publicà C.I.A.C. Música, cultura i societat a la Vall d'Uixó, amb el que ha sigut nominat als premis Euterpe de la Federació de Societats Musicals de la Comunitat Valenciana, i en 2007 comissarià l'exposició organitzada per l’Arxiu Municipal de Palma «La música a Mallorca. Una aproximació històrica», de la que també fou el coautor del catàleg.

## Llibres publicats
- La música a les Balears en el segle XIX (Documenta Balear, 2017)
- Rey Jaime I. pasdoble per a banda de música (Documenta Balear, 2013)
- Músicas en tiempos de guerra. Cancionero 1503 - 1939, (2012) amb Francesc Cortès. «És una comesa molt específica, interessant i que combina recerca i divulgació sobre una matèria d’exigent investigació amb poques referències.»[9]
- Que soni la banda (Documenta Balear, 2010)
- Història de las Bandes de Música de Mallorca (2010)[1]
- La música al teatre de Palma (1800-1817) (Documenta Balear, 2008)
- Ciac. música, cultura i societat a la Vall d'Uixó (Documenta Balear, 2003)
- La música d'un temps: Baltasar Moyà Sancho (1861-1923) (Documenta Balear, 2002)